# Picconia excelsa
Espèce
Classification phylogénétique
Statut de conservation UICN

 LC  : Préoccupation mineure
Picconia excelsa est une espèce de plantes à fleurs de la famille des Oleaceae. C'est un arbuste endémique de Macaronésie, que l'on rencontre aux Îles Canaries et à Madère.

## Description
Picconia excelsa est un arbuste au feuillage persistant pouvant atteindre 10 m de haut. Les feuilles sont opposées, mesurent 6 à 8 cm de long, avec souvent l'extrémité incurvée. Le fruit est une baie noire de 1 à 2 cm de long.
L'espèce est menacée par la disparition de son habitat, la forêt de lauriers.